# Bolejny
Bolejny (niem. Bolleinen) – wieś w Polsce położona w województwie warmińsko-mazurskim, w powiecie nidzickim, w gminie Nidzica. W latach 1975–1998 miejscowość administracyjnie należała do województwa olsztyńskiego.
W czasach krzyżackich wieś pojawia się w dokumentach w roku 1351, podlegała pod komturię w Olsztynku, były to dobra rycerskie o powierzchni 80 włók.
Leży na północny brzegach jeziora Bolejny.